# ریور پادل
ریور پادل (به انگلیسی: River Poddle) رودخانه‌ای است که در ایرلند جریان دارد.